# Sam's Town
| 전문가 평가          | 전문가 평가 |
| 총 점수              | 총 점수     |
| 출처                 | 점수        |
| -------------------- | ----------- |
| 메타크리틱           | 64/100      |
| 평가 점수            |             |
| 출처                 | 점수        |
| AllMusic             | [ 3 ]       |
| The A.V. Club        | B−          |
| Blender              | [ 5 ]       |
| Entertainment Weekly | C           |
| The Guardian         | [ 7 ]       |
| NME                  | 8/10        |
| Pitchfork            | 5.9/10      |
| Q                    | [ 10 ]      |
| Rolling Stone        | [ 11 ]      |
| Spin                 | [ 12 ]      |

《Sam's Town》은 미국의 록 밴드 더 킬러스의 두 번째 스튜디오 음반이다. 이 음반은 2006년 9월 27일, 아일랜드 레코드를 통해 발매되었다. 음반에 대해 프론트맨 브랜던 플라워스는 "오늘날 제가 있는 곳까지 오게 된 중요한 모든 것을 연대순으로 담아낸 음반을 만들고 싶었다"고 언급했다. 《Sam's Town》은 전 세계적으로 거의 500만 장이 판매되었다.
2016년 10월 7일, 《Sam's Town》은 음반 발매 10주년을 기념하여 봉로드 레코드에 의해 리마스터드 더블 바이닐로 재발매되었다. 재발매는 5,016장으로 제한되며, 이전에 발매되지 않은 데모 〈Peace of Mind〉와 펫 숍 보이스의 리믹스 〈Read My Mind〉 두 곡의 보너스 트랙이 포함되어 있다.

## 배경
이 음반은 밴드의 고향인 라스베이거스의 호텔 겸 카지노인 샘스 타운 호텔 앤 갬블링 홀에서 이름을 따왔다. 《Sam's Town》은 밴드 멤버 마크 스토머가 어렸을 때 방 창문을 통해 볼 수 있었던 거대한 간판이기도 한다.

## 커버 아트
사진작가 안톤 코르빈에 따르면, 밴드는 처음에 음반을 위해 "시크하고 집시한 룩"을 원했으며, "소매에 대한 논의에서 빛바랜 영광의 요소들이 나왔다"고 한다. 음반의 공동 프로듀서인 플러드는 CD 소책자에 아메리카 원주민 복장을 하고 있다. 음반 소책자 안에 있는 커버 아트는 지역 화가 수잔 해켓모건이 그린 라스베이거스 다운타운 벽화에서 가져온 것이다. 《Sam's Town》의 커버 아트에는 모델 겸 가수 펠리체 라제가 등장한다. 또한 더 킬러스가 속한 네바다주의 대표 포유류이자 인기 상징인 사막큰뿔양도 등장한다.

## 상업적 성과
《Sam's Town》은 미국 빌보드 200 차트에서 첫 주에 315,000장을 판매하며 2위로 데뷔했다. 2008년 7월, 기준으로 이 음반은 미국에서 130만 장이 판매되었다. 이 음반은 영국 음반 차트에서 밴드의 두 번째 1위 음반이 되었으며, 첫 주에 268,946장이 판매되었다. 2017년 7월까지 영국에서 157만 장이 판매되었다. 이 음반은 미국, 영국, 오스트레일리아, 캐나다, 아일랜드에서 플래티넘 또는 멀티 플래티넘 인증을 받았다. 《Sam's Town》은 플래티넘 차트 1위 싱글 〈When You Were Young〉을 포함한 여러 차트 싱글도 제작했다. 2016년 8월, 기준으로 《Sam's Town》은 전 세계적으로 거의 500만 장이 판매되었다.

## 곡 목록
| #   | 제목                         | 작사·작곡                                              | 재생 시간 |
| --- | ---------------------------- | ------------------------------------------------------ | --------- |
| 1.  | Sam's Town                   | 브랜던 플라워스                                        | 4:05      |
| 2.  | Enterlude                    | 플라워스                                               | 0:49      |
| 3.  | When You Were Young          | 플라워스, 데이브 큐닝, 마크 스토머, 로니 반누치 주니어 | 3:39      |
| 4.  | Bling (Confession of a King) | 플라워스, 스토머                                       | 4:08      |
| 5.  | For Reasons Unknown          | 플라워스                                               | 3:32      |
| 6.  | Read My Mind                 | 플라워스, 큐닝, 스토머                                 | 4:06      |
| 7.  | Uncle Jonny                  | 플라워스, 큐닝, 스토머                                 | 4:25      |
| 8.  | Bones                        | 플라워스, 스토머, 반누치                               | 3:46      |
| 9.  | My List                      | 플라워스                                               | 4:08      |
| 10. | This River Is Wild           | 플라워스, 스토머                                       | 4:38      |
| 11. | Why Do I Keep Counting?      | 플라워스                                               | 4:23      |
| 12. | Exitlude                     | 플라워스                                               | 2:24      |

## 인증
| 국가                                                                                         | 인증        | 판매량/출하량 |
| -------------------------------------------------------------------------------------------- | ----------- | ------------- |
| 아르헨티나 (CAPIF)                                                                           | 골드        | 20,000^       |
| 오스트레일리아 (ARIA)                                                                        | 3× 플래티넘 | 210,000       |
| 벨기에 (BEA)                                                                                 | 골드        | 25,000*       |
| 캐나다 (뮤직 캐나다)                                                                         | 3× 플래티넘 | 300,000       |
| 덴마크 (IFPI Danmark)                                                                        | 골드        | 20,000^       |
| 독일 (BVMI)                                                                                  | 골드        | 100,000^      |
| 아일랜드 (IRMA)                                                                              | 4× 플래티넘 | 60,000^       |
| 뉴질랜드 (RMNZ)                                                                              | 2× 플래티넘 | 30,000^       |
| 러시아 (NFPF)                                                                                | 골드        | 10,000*       |
| 영국 (BPI)                                                                                   | 5× 플래티넘 | 1,570,000     |
| 미국 (RIAA)                                                                                  | 플래티넘    | 1,300,000     |
| 요약                                                                                         |             |               |
| 유럽 (IFPI)                                                                                  | 플래티넘    | 1,000,000*    |
| 전 세계                                                                                      | —           | 5,000,000     |
| *판매량을 기반으로 한 인증 · ^출하량을 기반으로 한 인증 · 판매량+스트리밍을 기반으로 한 인증 |             |               |